# Pasiphila melochlora
Pasiphila melochlora es una especie de polilla perteneciente a la familia Geometridae. La especie fue descrita por primera vez por Edward Meyrick habiendo sido descrita en 1913, con distribución endémica de Nueva Zelanda. El holotipo de la especie fue descritas en los alrededores del Río Otira, Región de Otago.